# Marine-Division (Deutsches Kaiserreich)
Die Marine-Division war ein aus Marineinfanterie bestehender Großverband der Kaiserlichen Marine im Ersten Weltkrieg.

## Geschichte
Nach Ausbruch des Ersten Weltkriegs wurde am 23. August 1914 in Kiel aus dem I. Seebataillon unter Oberst Friedrich Lessing sowie Marinereservisten, die wegen Platzmangels auf den Schiffen nicht zu See fuhren und auch nicht für die Küstenverteidigung benötigt wurden, die Marine-Division gebildet. Ihr Zweck bestand darin, an der Westfront die belgische Küste sowie die französische Ärmelkanal-Zone zu besetzen. Letzteres konnte aufgrund des Kriegsverlaufs nicht realisiert werden. Mit der Aufstellung der 2. Marine-Division am 24. November 1914 wurde kurz darauf die Marine-Division umgebildet und am 29. November 1914 zur neu formierten 1. Marine-Division aufgestellt.

## Gliederung
- Marine-Infanterie-Brigade
  - Marine-Infanterie-Regiment 1
  - Marine-Infanterie-Regiment 2
- Matrosen-Artillerie-Brigade
  - Matrosen-Regiment 1
  - Matrosen-Regiment 2
  - Landwehr-Eskadron Mackensen (1. Landwehr-Eskadron X. Armee-Korps)
  - 1/2 Landwehr-Eskadron Schwindt (3. Landwehr-Eskadron IX. Armee-Korps)
  - 1. Landwehr-Feldartillerie-Abteilung (X. Armee-Korps, 2. Batterie)
  - Landwehr-Pionier-Kompanie

## Gefechtskalender

### 1914
- 23. August bis 26. September – Sicherung gegen Antwerpen
  - 7. bis 21. September – Stellungskämpfe in Linie Overdevaert-Elewyt-Eppeghem-Pont Brûlé
  - 9. bis 11. September – Ausfallgefechte aus Antwerpen bei Löwen
  - 10. bis 13. September – am Dyle-Kanal und bei Beyghem
- 29. September bis 9. Oktober – Belagerung von Antwerpen
  - 2. Oktober – Erstürmung des Forts Waelhem
  - 7. Oktober – Übergang über die Nethe
  - 8. Oktober – Eroberung des Panzerwerkes Breendock und des Zwischenwerks Pullaer
  - 9. Oktober – Besetzung des inneren Fortgürtels in Linie Neerland-Hemixen
- 10. Oktober – Einnahme des Forts Liezele und Bornhem
- 10. Oktober – Besetzung Antwerpens
- 18. Oktober bis 28. November – Schlacht an der Yser
  - 20. Oktober bis 21. November – Küstenschutz und Küstengefechte in Flandern
- 28. November – Umbildung der Marine-Division zur I. Marine-Division

## Kommandeure
| Dienstgrad       | Name                | Datum                            |
| ---------------- | ------------------- | -------------------------------- |
| Admiral z.D.     | Ludwig von Schröder | 23. August bis 14. November 1914 |
| Vizeadmiral z.D. | Hermann Jacobsen    | 15. bis 28. November 1914        |